# Comuna Sarajînți, Pohrebîșce
Sarajînți (în ucraineană Саражинці) este o comună în raionul Pohrebîșce, regiunea Vinnița, Ucraina, formată din satele Iunașkî, Kureanți, Popivți și Sarajînți (reședința).

## Demografie
Componența lingvistică a satului Sarajînți
     Ucraineană (99,18%)
     Alte limbi (0,51%)
Conform recensământului din 2001, majoritatea populației satului Sarajînți era vorbitoare de ucraineană (99,18%), existând în minoritate și vorbitori de alte limbi.